# Cantando con gli amici
Cantando con gli amici è un album di cover di Gigliola Cinquetti, pubblicato dall'etichetta discografica CGD nel 1971.
Nel disco l'artista interpreta 16 brani tradizionali, con gli arrangiamenti di Renato Angiolini.

## Tracce

### Lato A
1. La domenica andando alla messa
2. Monte Canino
3. La Valsugana
4. Ta Pum
5. La Smortina
6. La Dosolina
7. Montagnes Valdôtaines
8. La bella Gigogin

### Lato B
1. Amor dammi quel fazzolettino
2. Sciur padrun da li beli braghi bianchi
3. Sento il fischio del vapore
4. Mamma mia dammi cento lire
5. Oi Angiolina, bell'Angiolina
6. Vola, vola, vola
7. La pastora
8. Cacciatore del bosco